# 川崎浹
川崎 浹（かわさき とおる、1930年5月5日 - ）は、日本のロシア文学者、著述家。早稲田大学名誉教授。

## 経歴・人物
福岡県に生まれる。1948年福岡県中学修猷館、1954年早稲田大学第一文学部露文学科卒業、1964年同大学大学院文学研究科露文学専攻博士課程単位取得満期退学。
同年同大学教育学部非常勤講師となり、1965年同大学第一、第二文学部、法学部非常勤講師、1967年同大学教育学部専任講師、1970年同大学教育学部助教授。
1971年9月から1973年3月にかけてパリ大学・早稲田大学交換制度による在外研究の後、1974年早稲田大学大学院文学部露文学専攻を兼担。1975年同大学教育学部教授に就任。
1984年9月から1985年7月にかけてモスクワ大学・早稲田大学交換制度による在外研究を行う。
2001年3月退職。
1960年代後半に翻訳したロープシン『蒼ざめた馬』や、ボリス・サヴィンコフ『テロリスト群像』は、当時の学生運動に波紋を投げかけた。またアントン・チェーホフ、フョードル・ドストエフスキーと並んで70年代にはソ連反体制文学、いわゆる地下文学（サミズダート）に焦点を絞った。その一環として、後の80年代のソ連崩壊期には足繁く現地に通い、インタビュー集やルポルタージュ等を執筆。
専門外の著書『過激な隠遁』（2008年）は、生前著者と親交のあった画家高島野十郎の評伝である。
2020年2月、同人誌・第4次『同時代』の創刊にあたり編集代表。

## 著書
- 『チェーホフ』（紀伊国屋書店、1970年）
- 『ソ連の地下文学』（朝日新聞社、1976年）
- 『複眼のモスクワ日記』（中央公論社、1987年）
- 『いまソ連の知識人は何を考えているか』（朝日新聞社、1990年）
- 『ペレストロイカの現場を行く』（岩波書店、1991年）
- 『カタストロイカへの旅』（岩波書店、1993年）
- 『権力とユートピア』同時代ライブラリー（岩波書店　1995年　）
- 『ロシアのユーモア』（講談社、1999年）
- 『英雄たちのロシア』（岩波書店、1999年）
- 『ある零戦パイロットの軌跡』（トランスビュー、2003年）
- 『過激な隠遁　髙島野十郎評伝』（求竜堂、2008年）

## 編著
- 『一冊で世界の名著100冊 を読む』 川崎浹  友人社、1991年
- 『髙島野十郎画集』求龍堂、監修　川崎浹、西本匡伸　2008年

## 共著
- 『私の海外旅行術』同時代ﾗｲﾌﾞﾗﾘｰ（岩波書店、1994年）

## 訳書
- B.ロープシン『黒馬を見たり』
- ボリス・サヴィンコフ『テロリスト群像』（現代思潮社、1967年）
- B.ロープシン『蒼ざめた馬』（現代思潮社、1967年）
- B.ロープシン『牢獄』（現代思潮社、1969年）
- アルダマツキー『報復』（現代思潮社、1969年）
- アンドレイ・サハロフ『進歩・平和共存および知的自由』（みすず書房、1969年）
- ニコライ・ネクラーソフ「大洋の両岸にて」（『社会主義の苦悩と新生』学芸書林、1969年）
- A.L.ウォルインスキー『カラマーゾフの王国』（みすず書房、1974年）
- ヴィクトル・シクロフスキー『トルストイ』（河出書房新社、1978年）
- マガーシャク「直接技法から間接技法へ」（『ユリイカ』誌、1978年）
- レイゾフ編『西欧文学とドストエフスキイ』（勁草書房、1980年）
- ピエール・パスカル『ロシア・ルネサンス』（みすず書房、1980年）
- アントン・チェーホフ『ワーニャ叔父さん』（文学座上演脚本、1980年）
- アレクサンドル・ジノビエフ『酔いどれロシア』（岩波・同時代ライブラリー、1991年）
- B.ロープシン『ロープシン遺稿詩集』（未知谷、2010年）

## 共訳書
- ウスペンスキー『空間の詩学』（法政大学出版局、1985年）
- フセヴォロド・サハロフ『ブルガーコフ　－－作家と権力』（群像社、2001年）